# K136 Kooryong
K136 Kooryong (Hangul: K136 '구룡'; Hanja: K136 '九龍') je južnokorejski raketni topnički sustav razvijen 1986. godine.

## Povijest
Prva produžena raketa koju je razvila Južna Koreja višestruka je raketa koju je nezavisno razvio Institut za obrambena znanstvena istraživanja kako bi odgovorila na sjevernokorejske radijacijske topove velikog kapaciteta. Nazvan Kooryong, sustav naoružanja dizajniran je, testiran i proizveden u Koreji za terensko topništvo i topništvo. Daewoo Heavy Industries je zadužen za proizvodnju, a raketu je razvila Hanwha.

### Moguća isporuka Filipinskoj vojsci
Filipinska vojska je postigla dogovor sa vladom Južne Koreje o transferu ovog sustava novo-uspostavljenom bataljunu topničke pukovnije Filipinske vojske. Trebali su primiti 3 baterije K136 Kooryong od Južne Koreje 2020. godine. Zbog kašnjenja je isporuka odgođena za kraj 2021., te opet za kraj 2022.

## Dizajn
Višecijevni bacač raketa ima 36 cijevi, a ispaljuje  rakete promjera 130 mm (K30) i 131 mm (K33). Korisni teret je konvencionalni visoki eksploziv (HE) i prethodno fragmentiran HE, sadrži 16 000 čeličnih kuglica, s dometom od 22 ili 30 km. Lanser se prenosi na kamionu KM809A1 6x6.

## Korisnici

### Trenutno
- Južna Koreja: Izgrađeno je oko 150 jedinica.[5]

### U budućnosti
- Filipini: trebalo im je biti isporučeno 2020 godine. Umjesto toga, bit će isporučeni do 2022. očekuje se da će 22 jedinice K136 koristiti filipinska vojska i marinci.[3] Uspostaviti će se 4 baterije, a jedna će biti dodijeljena PMC-u..[6]

## Vanjske poveznice
|  | Zajednički poslužitelj ima još gradiva o temi K136 Kooryong |